# Wysokie (powiat zamojski)
Wysokie – wieś w Polsce położona w województwie lubelskim, w powiecie zamojskim, w gminie Zamość. Przez miejscowość płynie rzeka Łabuńka.
Do 1954 roku oraz w latach 1973–1976 miejscowość była siedzibą gminy Wysokie.
W latach 1975–1998 miejscowość należała administracyjnie do województwa zamojskiego.
Wieś jest sołectwem w gminie Zamość. Według Narodowego Spisu Powszechnego z roku 2011 wieś liczyła 726 mieszkańców.
Wierni Kościoła rzymskokatolickiego należą do parafii św. Bartłomieja Apostoła w Sitańcu.

## Części wsi
| SIMC    | Nazwa      | Rodzaj    |
| ------- | ---------- | --------- |
| 0906829 | Borek      | część wsi |
| 0906835 | Stara Wieś | część wsi |
| 0906841 | Wólka      | część wsi |

## Historia
W 1564 roku wieś należała do włości szczebrzeskiej rodu Górków herbu Łodzia, w 1593 włączonej do dóbr ordynackich Zamoyskich. W 1578 Wysokie posiadało 5,5 łana (92, 4 ha) gruntów uprawnych. Wedle następnego rejestru poborowego z 1589 r. istniały tu młyn i staw.
Spis z 1827 roku wykazał 33 domy i 185 mieszkańców, zaś w 1880 r. było tu 4 domy dworskie, 41 chłopskich oraz 399 mieszkańców, w tym 272 katolików i 47 Żydów. W II połowie XIX w. istniał tu młyn wodny o 4 kamieniach, a także niewielki staw na Łabuńce.
W r. 1921 było już 90 domów oraz 639 mieszkańców, w tym 67 Żydów i 33 Ukraińców. W okresie międzywojennym Wysokie pełniły rolę siedziby gminy o obszarze 8006 ha i o ludności 6183 osoby.
W grudniu 1942 r. wieś została wysiedlona przez hitlerowców.